# Едуард Хардуик
Едуард Хардуик (на английски: Edward Hardwicke) е британски актьор.

## Биография и творчество
Едуард Хардуик Седрик е роден на 7 август 1932 г. в Лондон, Англия. Син е на актьорите сър Седрик Хардуик и Елена Пикард.
Започва филмовата си кариера в Холивуд още на 10-годишна възраст във филма на Виктор Флеминг „Един човек на име Джо“. Връща се в Англия и завършва училище „Стоу“. През 1951-1952 г. служи като пилот в Кралските военновъздушните сили. След армията учи актьорско майсторство в Кралската академия за драматична изкуство.
Играе на сцените в Бристол, Оксфорд и Нотингам, след което се присъединява към Лорънс Оливие и Кралския национален театър през 1964 г. Играе там в продължение на 7 години.
Заедно с ролите си в театъра участва в телевизионни и кино-продукции, като прави впечатляваща филмова кариера.
През 1986 г. Дейвид Бърк предлага Хардуик за свой „наследник“ в ролята на доктор Уотсън за телевизионните адаптации на произведенията на сър Артър Конан Дойл за Шерлок Холмс от телевизия „Гранада“. Хардуик играе ролята в продължение на осем години в периода 1986-1994 г. Героят му е много спокоен и внимателен, но малко по-малко толерантен към странните настроения на Холмс, чиято роля се изпълнява от Джеръми Брет. Ролята на д-р Уотсън става емблематична за неговото творчество.
Продължава да участва в театрални постановки и телевизионни филми до преклонна възраст. Участва и в озвучаването на 2 компютърни игри.
Едуард Хардуик умира на 16 май 2011 г. в Чичестър, Западен Съсекс, Англия.

## Филмография
- 1943 A Guy Named Joe – като Джордж
- 1954 Hell Below Zero – като Улвик
- 1954 The Men of Sherwood Forest – като беглец
- 1959 ITV Television Playhouse – ТВ сериал, като Павел Стърлиц
- 1959 The Invisible Man – ТВ сериал, като Макбейн
- 1959 A Christmas Journey – ТВ филм, като млад овчар
- 1960 Danger Man – ТВ сериал, като граничар
- 1963 Drama 61-67 – ТВ сериал, като Джим
- 1965 Othello – Монтано
- 1967 ITV Play of the Week – ТВ сериал, като Морис Диксън
- 1967 A Flea in Her Ear – ТВ филм, като Камий Шандебизе
- 1968 With Bird Will Travel – ТВ сериал
- 1968 Otley – като Ламбърт
- 1968 A Flea in Her Ear – като Пиер Шандебизе
- 1968 Sherlock Holmes – ТВ сериал, като Девънпорт
- 1968 Journey to the Unknown – ТВ сериал, като д-р Яроу
- 1968 Journey Into Darkness – като д-р Яроу
- 1969 The Reckoning – като Митчъл
- 1969 The Wednesday Play – ТВ сериал, като Юда
- 1970 Frost on Sunday – ТВ сериал
- 1970 Belgrove Hotel, Goodbye – ТВ филм, като Стефан
- 1970 ITV Saturday Night Theatre – ТВ сериал, като Продуцентът
- 1970 Biography – ТВ сериал, като Франц фон Брауншвайг
- 1972 The Challengers – ТВ сериал, като Бил Фройбъл
- 1972 The Visitors – ТВ минисериал, като Лари Пърди
- 1972 Scoop – ТВ сериал, като мъж от Магна Халт
- 1972-1973 Colditz – ТВ сериал, като Капитан Пат Грант
- 1973 The Day of the Jackal – Чарлз Калтроп
- 1973 Wessex Tales – ТВ минисериал, като фермера Джон Лодж
- 1974 The Pallisers – ТВ сериал, като принц на Уелс
- 1974 The Black Windmill – като Майк Макарти
- 1974 Thriller – ТВ сериал, като Гифорд
- 1973-1975 Crown Court – ТВ сериал, като д-р Пол Ричардс / Джеймс Фортескю
- 1975 Affairs of the Heart – ТВ сериал, като Хенри Шилвър
- 1974-1975 My Old Man – ТВ сериал, като Артур
- 1975 Edward the Seventh – ТВ сериал, като Лорд Росбъри
- 1975 Against the Crowd – ТВ сериал, като д-р Грегъри
- 1975 Whodunnit? – ТВ сериал, като Кларънс Брукс
- 1975 Centre Play – ТВ сериал
- 1976 Jackanory Playhouse – ТВ сериал, като г-н Карвет
- 1976 ITV Sunday Night Drama – ТВ сериал, като Декър
- 1976 It's Childsplay – ТВ сериал
- 1976 Well Anyway – ТВ сериал, като Роби
- 1977 The Velvet Glove – ТВ сериал
- 1977 Jubilee – ТВ сериал
- 1977 Supernatural – ТВ минисериал, като барон Йозеф фон Халер
- 1977 The Onedin Line – ТВ сериал, като Маргесън
- 1977 Full Circle – като капитан Пол Уинтър
- 1978 A Life at Stake
- 1978 Wings – ТВ сериал, като полковник Рос
- 1978 Holocaust – ТВ минисериал, като Байбърстайн
- 1968-1978 ITV Playhouse – ТВ сериал, като консултант / Андрю Клеверинг
- 1978 The Odd Job – като инпектор Блак
- 1978 The Sweeney – ТВ сериал, като Белкур
- 1978 Tycoon – ТВ сериал, като Доналд Сандърс
- 1973-1978 Some Mothers Do 'Ave 'Em – ТВ сериал, като г-н Лорънс / Хупър
- 1979 Ripping Yarns – ТВ сериал, като г-н Гартън
- 1980 Lady Killers – ТВ сериал, като Хъмфрис
- 1980 Oppenheimer – ТВ минисериал, като Енрико Ферми
- 1981 The Bunker – ТВ филм, като Дитер Щал
- 1981 The Bagthorpe Saga – ТВ сериал, като Хенри Багторп
- 1981 Roger Doesn't Live Here Anymore – ТВ сериал, като лектор
- 1981 Venom – като Лорд Дънинг
- 1982 The Bell – ТВ сериал, като Питър Топглас
- 1982 The Chinese Detective – ТВ сериал, като главен инспектор. Лоуел
- 1974-1983 Play for Today – ТВ сериал, като Сър Хектор Роуз
- 1984 Vengeance
- 1984 Strangers and Brothers – ТВ сериал, като сър Хектор Роуз
- 1984 The Biko Inquest – ТВ филм, като професор Проктър, патолог
- 1985 Lytton's Diary – ТВ сериал, като Гай Филипс
- 1985 Baby: Secret of the Lost Legend – като д-р Пиер Дибуа
- 1985 Titus Andronicus – ТВ филм, като Маркус
- 1985 Drummonds – ТВ сериал, като Тим Бини
- 1985 Time for Murder – ТВ сериал, като Гавин Барлоу
- 1986 Stress – ТВ филм
- 1986 The Theban Plays by Sophocles – ТВ сериал, като Корус
- 1986-1988 The Return of Sherlock Holmes – ТВ сериал, като д-р Уотсън
- 1987-1988 Mystery! – ТВ сериал, като д-р Уотсън
- 1987 The District Nurse – ТВ сериал, като професор Ламбърт
- 1987 The Sign of Four – ТВ филм, като д-р Уотсън
- 1988 The Hound of the Baskervilles – ТВ филм, като д-р Уотсън
- 1991 Let Him Have It – като училищен ръководител
- 1992 Lovejoy – ТВ сериал, като Кинлох
- 1992 ITV Telethon – ТВ сериал, като д-р Уотсън
- 1991-1993 The Case-Book of Sherlock Holmes – ТВ сериал, като д-р Уотсън
- 1993 Shadowlands – като Уорни Люис
- 1994 The Memoirs of Sherlock Holmes – ТВ сериал, като д-р Уотсън
- 1995 Richard III – като Лорд Томас Стенли
- 1995 The Scarlet Letter – като губернаторът Джон Белингам
- 1996 Peak Practice – ТВ сериал, като Патрик Сидънс
- 1996 Hollow Reed – като съдия от Върховния съд
- 1996 Dangerfield – ТВ сериал, като Уилям Ахърст
- 1997 Ruth Rendell Mysteries – ТВ сериал, като Хю Бланксом
- 1997 Photographing Fairies – като сър Артър Конан Дойл
- 1998 Verdict – ТВ сериал, като съдия Джон Харисън
- 1998 Appetite – като Джонатан
- 1998 Елизабет – като Ърл от Арундел
- 1998 Parting Shots – като д-р Йозеф
- 1999 Heartbeat – ТВ сериал, като Томи Бейн
- 1999 Mary, Mother of Jesus – ТВ филм, като Захария
- 1999 The Alchemists – ТВ филм, като Ричард Банермън
- 2000 Ain't Misbehavin' – като Лионел
- 2000 In the Beginning – ТВ филм, като Исаак
- 2000 David Copperfield – ТВ филм, като г-н Уисфийлд
- 2001/I She – като Людовико Холи
- 2001 Enigma – като Хевисайд
- 2002 The Gathering Storm – ТВ филм, като г-н Ууд
- 2003 The Goodbye Plane – като Леонард
- 2003 Love Actually – като дядото на Сам
- 2003 Miettes
- 2004 Agatha Christie's Poirot – ТВ сериал, като сър Хенри Ангкатъл
- 2004 Holby City – ТВ сериал, като Рой Мандърс
- 2005 Oliver Twist – като г-н Браунлоу
- 2010 Shameless – ТВ сериал, като Реджи